# 西岡喬

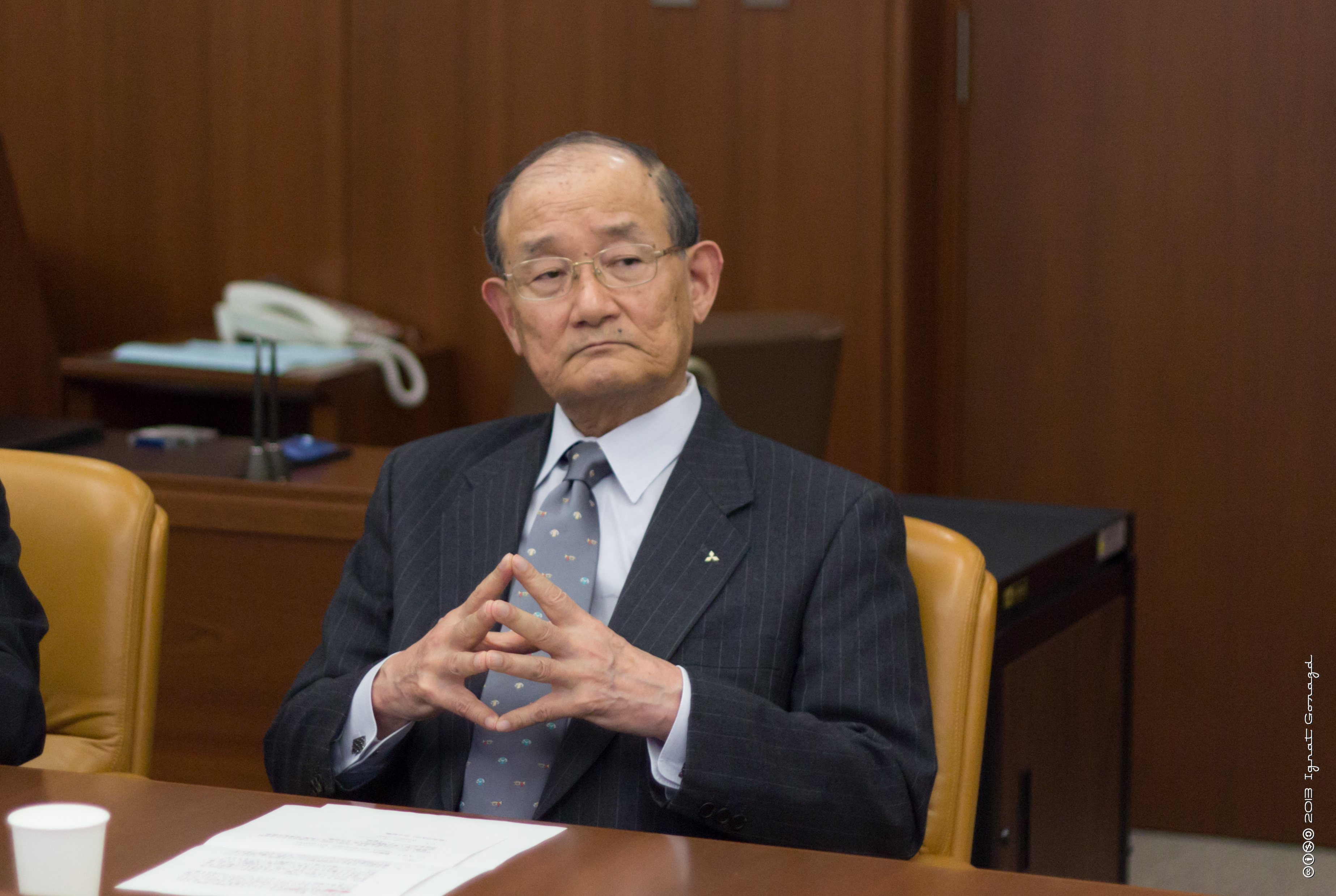
2013年4月

西岡 喬（にしおか たかし、1936年5月3日-  ）は、日本の経営者。三菱重工業社長、会長を務めた。

## 来歴・人物
東京都生まれ。小学6年のときに高松に移り住む。香川県出身。香川県立高松高校を経て、1959年に東京大学工学部航空学科を卒業した後に三菱重工業に入社した。
1992年6月に取締役に就任し、常務を経て、1998年6月に副社長に就任した。1999年6月に社長に昇格し、2003年6月から2008年6月までに会長を務め、2008年6月から相談役を務めた。
2009年から2013年までに日本郵政会長を務め、三菱自動車工業会長や東京電力監査役や日本経済団体連合会副会長なども歴任した。